# 平成猿蟹合戦図
『平成猿蟹合戦図』（へいせいさるかにかっせんず）は、吉田修一による小説。歌舞伎町のバーテンダーが、ひき逃げ事故を目撃したことをきっかけに多くの人々と出会い、やがて衆議院議員を目指す。『週刊朝日』に2010年5月28日号から2011年4月29日号まで連載され、2011年9月7日に朝日新聞出版から単行本が刊行された。2014年3月7日には朝日文庫版が発売された。
昔話の『猿蟹合戦』になぞらえた復讐劇を主題としており、2014年11月15日からWOWOWの連続ドラマW枠でテレビドラマ化された。テレビドラマ版は『希望あふれる、爽快復讐エンターテイメント』と銘打たれている。

## あらすじ
音信不通となった夫を追い、真島美月は長崎の五島福江島から幼い赤子を抱いて歌舞伎町にやってきた。美月の夫である朋生は、故郷を離れホストとして働いていたのだ。結局、夫との再会できぬまま長崎へと帰ることになったが、朋生の同居人であり何かと面倒を見てくれていたバーテンダー・浜本純平と出会い夫の消息を聞くことは出来た。
この純平が以前ひき逃げ事件を目撃したことが物語の発端である。ニュースでひき逃げ事件の報道を見た純平は、逮捕された男と現場で見たドライバーが別人だと気づく。朋生と相談し、チンピラの垣内に頼んで逮捕されたドライバーの周辺を調べてもらったところ、どうやら真犯人は世界的チェリストの湊圭司で、その兄の奥野宏司が罪をかぶっているようだ。純平は一攫千金を狙って朋生と一緒に湊をゆすることに決めた。
やがて、美月も朋生を追って子連れで上京してくる。自分の部屋もない朋生ではどうにもならないと、純平は美月をとりあえず自分が働いているクラブ『蘭』のママ・山下美姫に預ける。
美月は美姫の紹介で勤めはじめたクラブ『雪村』の人気者となり、やがては芸能界デビューも果たす。
朋生が思い切ってかけた脅迫電話はことのほかうまく行き、湊を呼び出すことに成功するが、その様子を遠くから見ていたのが湊のマネージャー・園夕子だった。自分に黙って何かこそこそ動いている湊のあとをつけてきたのだ。
だが、事態は純平や夕子の想定よりも遥かに大きな規模に至っていた。ひき逃げ事件で死んだ榎本が、民生党の代議士・早乙女治に関わる秘密を握っていたのだ。その秘密を闇に葬るため、純平たちは消されてしまうかもしれない。絶体絶命の窮地に、夕子は起死回生の策を思いついく。それは、なんと、次の選挙で秋田二区から純平を民生党公認候補として立候補させることだった。

## 登場人物
浜本 純平（はまもと じゅんぺい）
歌舞伎町のクラブ『蘭』のバーテンダー。秋田出身で、父親は市議会議員だった。
お調子者だが、人懐っこい性格でリーダーシップもあり、歌舞伎町では人気がある。
園 夕子（その ゆうこ）
湊のマネージャー。かつて千葉県で県議会議員の秘書をやっていたことがある。
湊 圭司（みなと けいじ）
世界的チェリスト。本名は奥野 光晴（おくの みつはる）。秋田出身。
奥野 宏司（おくの こうじ）
圭司の兄。元高校教師だが、痴漢の冤罪事件で退職。両親は自殺により亡くなっている。
奥野 サワ（おくの さわ）
宏司、圭司の祖母。秋田在住。保育園で昔話などを語り聞かせる活動をしている。
奥野 友香（おくの ともか）
宏司の娘、圭司の姪。東京美術大学に通う大学生。デザインの勉強をしている。
真島 朋生（まじま ともき）
ホスト。純平を慕い、純平のアパートに居候している。
長崎出身だが、地元でやりたい仕事が見つからず、妻子を置いて単身上京してホストになった。
真島 美月（まじま みつき）
朋生の妻。勤めていた五島福江島のスナックが店仕舞するのを機に、子連れで上京。
山下 美姫（やました みき）
歌舞伎町クラブ『蘭』のママ。
高坂 竜也（こうさか たつや）
美姫の恋人。高坂建設の社長で、元ヤクザ。
徳田 重光（とくだ しげみつ）
秋田県選出の衆議院議員。五期連続当選しており磐石な地盤を持つ。
早乙女 治（さおとめ おさむ）
九期連続当選中の衆議院議員。鳥取出身。大臣経験もあり、現在は与党民生党の国会対策委員長。
木島兄弟（きじま きょうだい）
歌舞伎町で暗躍する無所属の殺し屋。
浜本 政勝（はまもと まさかつ）
純平の父で、元市議会議員。議員時代は無所属だったが徳田を支持していた。
浜本 文恵（はまもと ふみえ）
純平の母。

## 書籍情報
- 単行本：朝日新聞出版、2011年9月7日[1]、ISBN 9784022508928
- 文庫本：朝日文庫、2014年3月7日[2]、ISBN 9784022647382

## テレビドラマ
2014年11月15日から12月20日まで、WOWOW「連続ドラマW」枠で、全6話で放送された。

### キャスト
- 園夕子 - 鈴木京香
- 浜本純平 - 高良健吾
- 湊圭司 - 萩原聖人
- 奥野宏司 - 池田成志
- 奥野友香 - 三根梓
- 奥野サワ - 中村たつ
- 真島朋生 - 浅香航大
- 真島美月 - 福田彩乃[4]
- 山下美姫 - 高岡早紀
- 高坂竜也 - 千葉哲也
- 徳田重光 - 石橋蓮司
- 木島誠（木島兄弟の兄） - マキタスポーツ
- 木島実（木島兄弟の弟） - ボブ鈴木
- 浜本政勝 - 岡本信人
- 浜本文恵 - 根岸季衣
- 早乙女治 - 中原丈雄

### スタッフ
- 監督 - 行定勲
- 原作 - 吉田修一（『平成猿蟹合戦図』朝日文庫刊）
- 脚本 - 羽原大介
- 脚本協力 - 行定勲
- 政治監修 - 渡辺強
- 政治取材協力 - おときた駿
- 音楽 - めいなCo.
- 主題歌 - 塩ノ谷早耶香「それでも世界は美しい」
- 挿入歌 - 柴田隆浩（忘れらんねえよ）「ぼくらの居場所」[5]
- プロデューサー - 井上衛、森川真行、渡邉義行

### 放送日程
| 各話   | 放送日   | サブタイトル   |
| ------ | -------- | -------------- |
| 第1話  | 11月15日 | 蟹たち、出会う |
| 第2話  | 11月22日 | 猿、現る       |
| 第3話  | 11月29日 | 黒い手帳       |
| 第4話  | 12月06日 | 蟹と仲間たち   |
| 第5話  | 12月13日 | 猿の襲撃       |
| 最終話 | 12月20日 | 合戦           |

| WOWOW 土曜オリジナルドラマ 連続ドラマW            | WOWOW 土曜オリジナルドラマ 連続ドラマW       | WOWOW 土曜オリジナルドラマ 連続ドラマW   |
| 前番組                                            | 番組名                                       | 次番組                                   |
| ------------------------------------------------- | -------------------------------------------- | ---------------------------------------- |
| グーグーだって猫である （2014年10月18 - 11月8日） | 平成猿蟹合戦図 （2014年11月15日 - 12月20日） | 贖罪の奏鳴曲 （2015年1月24日 - 2月14日） |